# Берсерк Ненажерливості
«Берсерк Ненажерливості» (яп. 暴食のベルセルク ～俺だけレベルという概念を突破する～, Bōshoku no Beruseruku Ore dake Reberu to Iu Gainen wo Toppa suru, «Берсерк Ненажерливості: Долаючи саму суть рівнів») — серія ранобе, написана Ішікі Ічікою та ілюстрована fame. Ішікі почав публікувати серію на сайті Shōsetsuka ni Narō у січні 2017 року, а згодом її було перенесено на Kakuyomu у березні 2022 року. Перший том ранобе вийшов у листопаді 2017 року. Манґа-адаптація, ілюстрована Дайске Такіно, почала виходити в онлайн-журналі Comic Ride видавництва Micro Magazine у березні 2018 року. Аніме-серіал, створений студією A.C.G.T, транслювався з жовтня по грудень 2023 року.

## Сюжет
Фейт Ґрафіт — брамник, який працює на шляхетну родину, але постійно зазнає принижень через свою, здавалося б, марну навичку. Згодом він вбиває бандита і виявляє, що його навичка «Ненажерливість» (Gluttony) має таємну здатність, яка дозволяє йому ставати сильнішим, поглинаючи інші навички. Після цього він залишає шляхетну родину, на яку працював, і починає свою подорож, щоб стати сильнішим і помститися тим, хто його принижував. По дорозі він розкриває зловісну змову, пов'язану з його власною навичкою, його друзями, а також походженням його родини.

## Персонажі
Фейт Ґрафіт (яп. フェイト・グラファイト, Feito Gurafaito)
Сейю: Рьота Осака
Молодий чоловік, який володіє навичкою «Ненажерливість» — однією з семи навичок, заснованих на Семи Смертних Гріхах. Він зазнавав жорстокого поводження з боку Святих Лицарів, доки його не прийняла Роксі з родини Гартів, на яку він наразі працює.
Ґрід (яп. グリード, Gurīdo)
Сейю: Томокадзу Секі
Меч з навичкою «Жадібність» — однією з навичок Семи Смертних Гріхів. Він є партнером Фейта.
Роксі Гарт (яп. ロキシー・ハート, Rokishī Hāto)
Сейю: Хісако Тоджо
Молода жінка і Святий Лицар.
Майн (яп. マイン, Main)
Сейю: Місато Мацуока
Жінка з навичкою «Гнів». Вона володіє сокирою з навичкою «Лінощі».
Елліс Сейферт (яп. エリス・セイファート, Erisu Seifāto)
Сейю: Хітомі Секіне
Жінка з навичкою «Хтивість»

## Медіа

### Ранобе
Написаний Ішікі Ічікою, «Берсерк Ненажерливості» (Berserk of Gluttony) розпочав публікацію на сайті Shōsetsuka ni Narō 24 січня 2017 року. Ішікі опублікував 218-й і останній розділ на Shōsetsuka ni Narō у березні 2022 року, після чого серія була перенесена на Kakuyomu. Перший том ранобе, з ілюстраціями fame, був опублікований видавництвом Micro Magazine під їхнім імпринтом GC Novels 30 листопада 2017 року. Станом на 28 жовтня 2022 року вийшло вісім томів.
У Північній Америці компанія Seven Seas Entertainment оголосила про ліцензування ранобе англійською мовою в липні 2020 року.

#### Томи
| № | Дата виходу       | ISBN                   |
| - | ----------------- | ---------------------- |
| 1 | 30 листопада 2017 | ISBN 978-4-89637-672-2 |
| 2 | 28 квітня 2018    | ISBN 978-4-89637-745-3 |
| 3 | 28 вересня 2018   | ISBN 978-4-89637-818-4 |
| 4 | 27 квітня 2019    | ISBN 978-4-89637-876-4 |
| 5 | 31 липня 2019     | ISBN 978-4-89637-906-8 |
| 6 | 26 грудня 2019    | ISBN 978-4-89637-955-6 |
| 7 | 31 серпня 2020    | ISBN 978-4-86716-045-9 |
| 8 | 28 жовтня 2022    | ISBN 978-4-86716-356-6 |

### Манґа
Манґа-адаптація, ілюстрована Дайске Такіно, почала виходити в онлайн-журналі Comic Ride видавництва Micro Magazine 1 березня 2018 року. Micro Magazine випустив перший танкобон 28 вересня 2018 року. Станом на 27 лютого 2025 року випущено тринадцять томів.
У 2023 році видавництво Mimir Media почало випуск манґи, станом на квітень 2024 року випущено 2 томи. Seven Seas Entertainment оголосила про ліцензування манґи англійською мовою в липні 2020 року.

##### Томи
| №  | Японською         | Японською              | Українською    | Українською            |
| №  | Дата виходу       | ISBN                   | Дата виходу    | ISBN                   |
| -- | ----------------- | ---------------------- | -------------- | ---------------------- |
| 1  | 28 вересня 2018   | ISBN 978-4-89637-822-1 | 29 квітня 2023 | ISBN 978-617-7984-30-5 |
| 2  | 28 лютого 2019    | ISBN 978-4-89637-858-0 | 30 квітня 2024 | ISBN 978-617-7984-62-6 |
| 3  | 28 липня 2019     | ISBN 978-4-89637-904-4 | —              | —                      |
| 4  | 30 січня 2020     | ISBN 978-4-89637-978-5 | —              | —                      |
| 5  | 30 червня 2020    | ISBN 978-4-86716-026-8 | —              | —                      |
| 6  | 20 листопада 2020 | ISBN 978-4-86716-087-9 | —              | —                      |
| 7  | 29 червня 2021    | ISBN 978-4-86716-153-1 | —              | —                      |
| 8  | 25 грудня 2021    | ISBN 978-4-86716-223-1 | —              | —                      |
| 9  | 31 жовтня 2022    | ISBN 978-4-86716-351-1 | —              | —                      |
| 10 | 27 квітня 2023    | ISBN 978-4-86716-417-4 | —              | —                      |
| 11 | 31 жовтня 2023    | ISBN 978-4-86716-485-3 | —              | —                      |
| 12 | 31 липня 2024     | ISBN 978-4-86716-609-3 | —              | —                      |
| 13 | 27 лютого 2025    | ISBN 978-4-86716-715-1 | —              | —                      |

### Аніме
У жовтні 2022 року було оголошено, що серія отримає аніме адаптацію. Серіал анімований студією A.C.G.T під керівництвом Тецуї Янагісави, сценарії контролювала Маріко Кунісава, а дизайном персонажів займався Такафумі Фурусава. Серіал транслювався з 5 жовтня по 21 грудня 2023 року на Tokyo MX, SUN та BS11. Як відкриваюча пісня «Jekyll & Hyde», так і завершальна тема «Блакитний необроблений камінь» (яп. 青の原石, «Ao no Genseki») виконані гуртом EverdreaM. Crunchyroll транслював серіал по всьому світу за межами Східної Азії, а Muse Communication ліцензувала серіал для Південної та Південно-Східної Азії.

## Сприйняття
Манґа здобула другу нагороду Rakuten Kobo E-book Award у категорії «Isekai Comic» у 2024 році.

## Нотатки
1. ↑  Tokyo MX повідомило, що прем'єра серіалу відбудеться 4 жовтня о 25:30, що фактично відповідає 5 жовтня о 1:30 за японським часом[35].